# Pantà de Sallente
El pantà de Sallente és un embassament que pertany al riu Flamisell (conca de la Noguera Pallaresa), format per una presa situada al municipi de la Torre de Cabdella, a la comarca del Pallars Jussà. La seva superfície és de 28 hectàrees i el volum de l'aigua continguda és de 4,24 hectòmetres cúbics.
És un embassament que recull l'aigua provinent del pantà dels Llacs de Cabdella i, per tant, de l'estany Gento i dels vint-i-sis llacs glacials interconnectats que hi ha a la capçalera del Flamisell.
Està situat en el sector nord del terme municipal de La Torre de Cabdella, del Pallars Jussà, i és fàcilment accessible, ja que des de Cabdella hi mena una pista asfaltada que és la continuació cap al nord de la carretera L-503.
Sota l'embassament hi ha la central hidroelèctrica de Sallente-Estany Gento, estrenada l'any 1985. Aquesta central hidroelèctrica situada a La Torre de Cabdella, aprofita les aigües recollides per una gran xarxa de canals subterranis construïda a principis del segle xx. Aquesta xarxa de canals s'expandeix des dels estanys de Cubieso, Nariolo, Tort, Saburó, de Mar i altres més petits. La central de Sallente-Estany Gento, és reversible, és a dir, pot bombar l'aigua des del llac inferior de Sallente, fins al superior de Gento.
Es pot seguir la ruta que coincideix amb el traçat de l'antic carrilet utilitzat per al transport de materials i treballadors, començat a construir l'any 1912, el qual unia les obres hidroelèctriques que la societat Energia Elèctrica de Catalunya feia a l'estany Gento (a 2.142 m) amb les de la cambra d'aigües de la central de Sallente-Estany Gento (d'on surten les canonades que fan el salt d'aigua per moure les turbines) i l'estació de dalt del funicular de la central (2.136 m).

## Dades
- Aigua embassada (2018): 4 hm³[2]